# Ligne Main-Neckar
La Ligne Main-Neckar est une ligne de chemin de fer située en Allemagne et reliant Francfort-sur-le-Main à Heidelberg, en passant par Darmstadt.

## Histoire
La ligne a été ouverte en 1846 et est une des plus vieilles lignes d'Allemagne.

## Les gares
- Gare centrale de Francfort
- Gare centrale de Darmstadt
- Gare centrale d'Heidelberg

## Trajet
À Darmstadt, la ligne croise la ligne Mayence - Aschaffenbourg puis, peu avant Heidelberg, la ligne Mannheim – Bâle ainsi que la ligne Mannheim - Karlsruhe via Hockenheim.